# Günter Jablonski
Günter Jablonski (* 7. Januar 1944) ist ein ehemaliger Angehöriger der DDR-Grenztruppen, der wegen Mordes verurteilt wurde. Für seine Haft in der DDR wurde er 2002 entschädigt.

## Leben
Günter Jablonski erschoss am 19. Mai 1962 als Grenztruppenangehöriger seinen Postenführer Manfred Weiß und flüchtete dann über die Grenze in die Bundesrepublik. Das Landgericht Schweinfurt verurteilte Jablonski am 14. Dezember 1962 wegen Mordes zu einer Jugendstrafe von neun Jahren, die er bis zu seiner bedingten Entlassung am 1. März 1968 verbüßte. Nach beanstandungsfrei verlaufener Bewährungszeit wurde ihm die Reststrafe mit Beschluss des Amtsgerichts Münchberg vom 3. März 1971 erlassen.
Als Jablonski am 18. Dezember 1978 mit seiner Familie über die Transitautobahn nach West-Berlin reisen wollte, wurde er am Grenzübergang Helmstedt-Marienborn von den Grenzsicherungsorganen der DDR verhaftet. Das Militärobergericht Berlin verurteilte ihn am 12. Juni 1979 wegen Mordes an dem Postenführer in Tateinheit mit Fahnenflucht in schwerem Fall zu einer lebenslangen Freiheitsstrafe. Die Verhandlung wurde unter Ausschluss der Öffentlichkeit durchgeführt. Es durfte jedoch ein Rechtsexperte der Ständigen Vertretung der Bundesrepublik an der Verhandlung teilnehmen. Seine Berufung wurde vom Obersten Gericht der DDR mit Urteil vom 25. Juli 1979 zurückgewiesen. Am 15. Dezember 1988 wurde er entlassen und in das Bundesgebiet ausgewiesen.
Jablonski beantragte Haftentschädigung, welche ihm zunächst verweigert wurde. Nach langjährigem Rechtsstreit entschied das Bundesverwaltungsgericht als letzte Instanz am 24. Oktober 2002, dass Jablonski 37.200 Euro Haftentschädigung zustehen.